# بروتن (مینه‌سوتا)
بروتن، مینه‌سوتا (به انگلیسی: Brooten, Minnesota) یک شهر در ایالات متحده آمریکا است که در مینه‌سوتا واقع شده‌است.

## خصوصیات
بروتن ۴٫۰۷ کیلومترمربع مساحت و ۷۴۳ نفر جمعیت دارد و ۴۰۰ متر بالاتر از سطح دریا واقع شده‌است.